# Центральне сільське поселення (Новокузнецький район)
Центра́льне сільське поселення (рос. Центральное сельское поселение) — сільське поселення у складі Новокузнецького району Кемеровської області Росії.
Адміністративний центр — село Атаманово.

## Історія
Станом на 2002 рік існували Атамановська сільська рада (село Атаманово, селища Баєвка, Староабашево, Тальжино, Тальжино), Безруковська сільська рада (села Безруково, Боровково, селища Березова Грива, Берензас, Верх-Підобас, Черемза), Єланська сільська рада (село Ашмаріно, селища Єлань, Муратово, Смирновка) та Орловська сільська рада (села Красна Орловка, Юрково, селища Верхній Калтан, Зарічний, Зелений Луг, Красний Калтан, Федоровка, Чорний Калтан). Пізніше селище Зарічний та Федоровка увійшли до складу Куртуковського сільського поселення.
2013 року були ліквідовані Атамановське сільське поселення, Безруковське сільське поселення, Єланське сільське поселення та Орловське сільське поселення, території утворили нове Центральне сільське поселення, центром стало село Атаманово.

## Населення
Населення — 10642 особи (2019; 10664 в 2010).

## Склад
До складу поселення входять:
| Населений пункт            | Населення, осіб (2002) | Населення, осіб (2010) |
| -------------------------- | ---------------------- | ---------------------- |
| Атаманово, село            | 2575                   | 2954                   |
| Ашмаріно, село             | 528                    | 422                    |
| Баєвка, селище             | 303                    | 304                    |
| Безруково, село            | 1879                   | 1814                   |
| Березова Грива, селище     | 27                     | 19                     |
| Берензас, селище           | 56                     | 71                     |
| Боровково, село            | 303                    | 300                    |
| Верхній Калтан, селище     | 88                     | 59                     |
| Верх-Подобас, селище       | 32                     | 23                     |
| Єлань, селище              | 1645                   | 1704                   |
| Зелений Луг, селище        | 231                    | 168                    |
| Красна Орловка, село       | 418                    | 396                    |
| Красний Калтан, селище     | 20                     | 3                      |
| Муратово, селище           | 67                     | 69                     |
| Смирновка, селище          | 88                     | 60                     |
| Староабашево, селище       | 327                    | 189                    |
| Тальжино, селище           | 398                    | 461                    |
| Тальжино, станційне селище | 1505                   | 1532                   |
| Черемза, селище            | 80                     | 110                    |
| Чорний Калтан, селище      | 16                     | 2                      |
| Юрково, село               | 6                      | 4                      |